# فابيو بيرجيلي
فابيو بيرجيلي (بالإيطالية: Fabio Virgili)‏ هو لاعب كرة قدم إيطالي في مركز حراسة المرمى، ولد في 26 أبريل 1986 في تيرني في إيطاليا. شارك مع منتخب إيطاليا تحت 17 سنة لكرة القدم ومنتخب إيطاليا تحت 19 سنة لكرة القدم. أما مع النوادي، فقد لعب مع بوتيف فراتسا ونادي بارما ونادي ترنانا ونادي نابولي.

## وصلات خارجية
- فابيو بيرجيلي على موقع قاعدة بيانات كرة القدم.إي يو (الإنجليزية)
- فابيو بيرجيلي على موقع Soccerway.com (الإنجليزية)
- فابيو بيرجيلي على موقع عالم كرة القدم.نت (الإنجليزية)